# Cleo und die Kunstpiraten
Cleo und die Kunstpiraten (Originaltitel: Pirates: Adventures in Art) ist eine kanadische Animationsserie, die zwischen 2010 und 2011 produziert wurde.

## Handlung
Das Königreich Chroma wird von der bösen Thronräuberin Chromania regiert, die alles Schöne hasst und alle anderen unterdrückt. Daher versucht sie, ihr Königreich so grau und eintönig wie möglich zu gestalten. Dies versuchen allerdings die kunstbegeisterte Prinzessin Cleo, eigentliche Erbin des Throns, ihr Freund Captain Leo und seine Kameraden zu verhindern. Mit ihrem Schiff, der Mona Lisa, segeln sie von einer Küste zu der anderen, um die Menschen mit Kunst und Farben zu bereichern. Dabei werden sie durchgehend von Admiral Carl, enger Vertrauter von Chromania, und seiner maritimen Militärpolizei auf dem Kriegsschiff "Choronia" verfolgt, aber schaffen es immer, den Händen von Chromania und Carl zu entkommen.

## Produktion und Veröffentlichung
Die Serie wurde zwischen 2010 und 2011 in Kanada von DHX Media produziert. Das Drehbuch schrieb Andrew Sabiston.
Die deutsche Erstausstrahlung fand am 5. November 2012 auf Super RTL statt. Weitere Ausstrahlungen erfolgten ebenfalls auf Toggo plus.

## Episodenliste
| Folge | deutscher Titel                       | deutsche Erstausstrahlung | englischer Titel                  |
| 1     | Höhlenmalereien                       | 05.11.2012                | Cleo’s Clue                       |
| 2     | Das Versteck hinter dem Bild          | 05.11.2012                | Landscape Escape                  |
| 3     | Das Drachenfest                       | 06.11.2012                | Go Fly a Kite                     |
| 4     | Der verzwickte Turm                   | 06.11.2012                | Tricky Tower                      |
| 5     | Die Insel der wilden Tiere            | 07.11.2012                | The Adventure of Wild Fang Island |
| 6     | Das Wettrudern                        | 07.11.2012                | The Adventure of the Dragon Boat  |
| 7     | Alles eine Frage des Gleichgewichts   | 08.11.2012                | A Balancing Act                   |
| 8     | Fresko hat Geburtstag                 | 08.11.2012                | Collage                           |
| 9     | Der Würfelator                        | 09.11.2012                | Capt’n Cubism                     |
| 10    | Der Goldene Gecko                     | 09.11.2012                | The Great Golden Gecko            |
| 11    | Die beste Tarnung                     | 12.11.2012                | Hide in Plain Sight               |
| 12    | Laylas Puppentheater                  | 12.11.2012                | Yo Ho Shadow                      |
| 13    | Das Porträt der Königin               | 13.11.2012                | Portrait of a Queen               |
| 14    | Ein Igittigitt-Abenteuer              | 13.11.2012                | A Yucky Uck Adventure             |
| 15    | Chromanias Stillleben                 | 14.11.2012                | The Grape Escape                  |
| 16    | Freskos Burg aus Ton                  | 14.11.2012                | Mission: Tradition                |
| 17    | Die Liga der schrecklichen Königinnen | 15.11.2012                | Say It With Symbols               |
| 18    | Fresko und Carmen                     | 15.11.2012                | Colour Me Purple                  |
| 19    | Gestrandet auf der Pech-Insel         | 16.11.2012                | Marooned!                         |
| 20    | Der Wango Mango Orangosaurus          | 16.11.2012                | The Adventure of the Wango Mangos |
| 21    | Der Limonenbaum                       | 19.11.2012                | All in Good Time                  |
| 22    | Wände bunt, alles bunt                | 19.11.2012                | All’s Well that Ends Wall         |
| 23    | Kleopatras Krone                      | 20.11.2012                | Cleopatra’s Crown                 |
| 24    | Leonardo Da Vincis Werkstatt          | 20.11.2012                | Veni, Vidi, Da Vinci              |
| 25    | Bitte recht freundlich                | 21.11.2012                | Shutterburg                       |
| 26    | Der Ramba-Zambler                     | 21.11.2012                | A Matter of Perspective           |
| 27    | Ein Haustier für Chromania            | 22.11.2012                | The Next Top Pirate               |
| 28    | Ein Lied für unterwegs                | 22.11.2012                | Queen Conformia’s Mine            |
| 29    | Der rettende Stinkekäse               | 23.11.2012                | The Goldon Gorgon                 |
| 30    | Das Phantom im verrückten Schloss     | 23.11.2012                | The Phantom of Crazy Castle       |
| 31    | Der Kelch der Feuerfluss Insel        | 26.11.2012                | The Goblet                        |
| 32    | Königin Chromania ist verliebt        | 26.11.2012                | The Wrong Impression              |
| 33    | Der große weiße Thunfisch             | 27.11.2012                | The Ones That Got Away            |
| 34    | Der Schrumpfinator                    | 27.11.2012                | Diorama Rama                      |
| 35    | Wilde Zeiten auf dem Bauernhof        | 28.11.2012                | Farm Folk Frenzy                  |
| 36    | Das Festival der Kunstlosigkeit       | 28.11.2012                | The Artless Festival              |
| 37    | Die Legende des Großvater-Baums       | 29.11.2012                | Totally Totem                     |
| 38    | Der goldene Wandteppich               | 29.11.2012                | The Golden Tapestry               |
| 39    | Kaya, die Korbflechterin              | 30.11.2012                | Weave Got You Covered             |
| 40    | Freskos Fresko                        | 30.11.2012                | Fresco’s Fresco                   |
| 41    | Der Fluch des Zeus-Tempels            | 03.12.2012                | The Curse of Zeus’ Temple         |
| 42    | Der Wilde Pinselschwinger             | 03.12.2012                | The Wild Brushman                 |
| 43    | Die Pop-Art-Piraten                   | 04.12.2012                | Pop! Go the Pirates               |
| 44    | Die Terrakotta-Krieger                | 04.12.2012                | A Lotta Terrakotta                |